# Pardalinops
Pardalinops is een geslacht van weekdieren uit de klasse van de Gastropoda (slakken).

## Soorten
- Pardalinops aspersa (G. B. Sowerby I, 1844)
- Pardalinops jousseaumei (Drivas & Jay, 1997)
- Pardalinops marmorata (Gray, 1839)
- Pardalinops propinqua (Smith, 1891)
- Pardalinops testudinaria (Link, 1807)